# Ministerstwo Rozwoju Gospodarczego Federacji Rosyjskiej
Ministerstwo Rozwoju Gospodarczego Federacji Rosyjskiej (ros. Министерство экономического развития Российской Федерации, tłumaczone także jako Ministerstwo Rozwoju Ekonomicznego Federacji Rosyjskiej), w skrócie Minekonomrazwitija (ros. Минэкономразвития) – resort któremu postawiono zadania kształtowania polityki państwa w sferze rozwoju gospodarczego, handlu, zagranicznej wymiany gospodarczej, statystyki, polityki antymonopolowej, administrowania własnością federalną, upadłości przedsiębiorstw, zarządzania państwowymi rezerwami materiałowymi, inwentaryzacji nieruchomości, przedsiębiorczości i małego biznesu.

## Podział organizacyjny
- Departament – Gabinet Ministra  (Департамент управления делами)
- Departament Strategii Reform Społeczno-Gospodarczych (Департамент стратегии социально-экономических реформ)
- Departament Nadzoru Państwowego Gospodarki (Департамент государственного регулирования в экономике)
- Departament Ekonomiki Programów Obrony i Bezpieczeństwa (Департамент экономики программ обороны и безопасности)
- Departament Zarządzania Korporacyjnego (Департамент корпоративного управления)
- Departament Rozwoju Terytorialnego (Департамент территориального развития)
- Departament Stosunków Własnościowych i Gruntowych, Gospodarowania Zasobami Naturalnymi (Департамент имущественных и земельных отношений, экономики природопользования)
- Departament Państwowej Regulacji Taryf i Reform Infrastrukturalnych (Департамент государственного регулирования тарифов и инфраструктурных реформ)
- Departament Prognozowania Makroekonomicznego (Департамент макроэкономического прогнозирования)
- Departament Państwowego Nadzoru Handlu Zagranicznego i Spraw Celnych (Департамент государственного регулирования внешнеторговой деятельности и таможенного дела)
- Departament Współpracy Gospodarczej z krajami WNP (Департамент экономического сотрудничества со странами СНГ)
- Departament Zagranicznych Stosunków Gospodarczych (Департамент внешнеэкономических отношений)
- Departament Obsługi Prawnej (Департамент правового обеспечения)
- Departament Polityki Inwestycyjnej i Inwestycji Państwowych (Департамент инвестиционной политики и государственных инвестиций)
- Departament Negocjacji Handlowych (Департамент торговых переговоров)

## Jednostki podległe
- Federalna Służba Celna (Федеральная таможенная служба)
- Federalna Agencja Rezerw Państwowych Rosji – Rosriezierw (Федеральное агентство по государственным резервам России – Росрезерв)
- Federalna Agencja Inwentaryzacji Nieruchomości Rosji – Rosniedwiżymost’ (Федеральное агентство кадастра объектов недвижимости России – Роснедвижимость)
- Federalna Agencja Zarządzania Majątkiem Państwowym Rosji – Rosimuszczestwo (Федеральное агентство по управлению государственным имуществом России – Росимущество)
- Federalna Agencja Zarządzania Specjalnymi Strefami Ekonomicznymi Rosji (Федеральное агентство по управлению особымиэкономическими зонами России)
- Wyższa Szkoła Handlowa (Высшая коммерческая школа)

## Historia
Zadania resortu realizowały wcześniej:
- Państwowy Komitet Planowania ZSRR – Gospłan SSSR (Государственный плановый комитет СССР – Госплан СССР)
- Państwowy Komitet Planowania RFSRR (Государственный плановый комитет РСФСР – Госплан РСФСР)
- Ministerstwo Handlu ZSRR (Министерство торговли СССР)
- Ministerstwo Handlu RFSRR (Министерство торговли РСФСР)
- Ministerstwo Handlu Zagranicznego ZSRR (Министерство внешней торговли СССР)
- Państwowy Komitet ds. Cen ZSRR (Госкомитет цен СССР)
- Państwowy Komitet ZSRR ds. Zagranicznych Stosunków Gospodarczych (Госкомитет СССР по внешне-экономическим связям)

### Chronologia
- 1991–2000 – Ministerstwo Gospodarki (Министерство экономии)
- 1998 – przejęcie zadań Komitetu ds. Zagranicznych Stosunków Gospodarczych (Госкомитет по внешне-экономическим связям)
- 2000 – przejęcie zadań Ministerstwa Handlu (Министерство торговли)
- 2000–2008 – Ministerstwo Rozwoju Gospodarczego i Handlu Federacji Rosyjskiej (Министерство экономического развития и торговли Российской Федерации)
- od 2008 – Ministerstwo Rozwoju Gospodarczego Federacji Rosyjskiej (Министерство экономического развития Российской Федерации)

## Szefowie resortu
- 1991–1992 Jegor Gajdar
- 1992–1993 Andrej Nechajew
- 1993–1993 Andrej Szapowaljants (p.o.)
- 1993–1993 Oleg Lobow
- 1993–1994 Jegor Gajdar (p.o.)
- 1994–1994 Aleksandr Szochin
- 1994–1997 Jewgeni Jasin
- 1997–1998 Jakow Urinson
- 1998–2000 Andrej Szapowaljants
- 2000–2007 Herman Oskarowicz Gref
- 2007–2012 Elwira Nabiullina
- 2012–2013 Andrej Bełousow
- 2013–2020 Aleksiej Uliukajew
- od 21 stycznia 2020 Maksim Reszetnikow[3].